# ارمنت قشلاق
ارمنت قشلاق (به لاتین: Armenatkyshlak) یک منطقه مسکونی در جمهوری آذربایجان است که در شهرستان اغوز واقع شده‌است.